# Psalms of Extinction
Psalms Of Extinction är ett musikalbum av Pain, släppt 18 april 2007. Det är det femte albumet i ordningen och det första på Roadrunner Records. Bland gästartisterna kan nämnas Mikkey Dee (Motörhead), Alexi Laiho (Children of Bodom) och Peter Iwers (In Flames).

## Låtförteckning
1. "Save Your Prayers" (03:43)
2. "Nailed to the Ground" (04:11)
3. "Zombie Slam" (03:32)
4. "Psalms of Extinction" (04:09)
5. "Clouds of Ecstasy" (03:16)
6. "Play Dead" (04:03)
7. "Does it Really Matter" (04:06)
8. "Computer God" (03:25)
9. "Just Think Again" (06:15)
10. "Walking on Glass" (03:51)
11. "Bottle's Nest" (03:36)
12. "Bitch" (03:47)